# Лев V Армянин
Лев V Армянин (Лево́н Арцруни́; убит 25 декабря 820) — император Византийской империи (11 июля 813—25 декабря 820). Получил прозвище «Армянин» от Михаила I, который в период своего правления объявил его патрицием Армянской провинции Византийской империи. Отразил нападение болгар на Константинополь. Иконоборец.

## Биография
Лев — сын патриция Бардаса, который был, согласно «Оксфордскому словарю Византии», армянского происхождения. Историк Энтони Калделлис отмечает, что «его происхождение, как говорят, могло быть армянским, ассирийским и амалекитянином (библейский этноним), что бы эти термины ни означали в контексте конца восьмого века».
Полководец при императорах Никифоре I и Михаиле I Рангаве.
11 июля 813 года, после поражения от болгарского хана Крума в битве у Версиникии, болгары вовсю хозяйничали у византийской столицы, Михаил I отказался от власти и Льву пришлось стать императором, хотя изначально он отказывался. В ходе осады Константинополя болгары потерпели поражение из-за крепостных стен города, и отсутствия у них профессиональной осадной техники Лев встретился с Крумом, и во время переговоров попытался убить хана. Крум спасся и в знак мести спалил окрестности Константинополя. Очень много людей было убито или пленено. Затем хан повернул своё войско на север и взял Адрианополь.
Осенью 813 года император Лев вторгся в Болгарию. Его войска разбили болгар при Месембрии и истребили много болгарских детей. Крум собирался отомстить Льву и готовил поход на Константинополь, но 13 апреля 814 года хан умер.
В 814 году он поручил тогда еще малоизвестному клирику Иоанну, за ученость прозванному Грамматиком, в очередной раз с богословской точки зрения рассмотреть вопрос об иконах. Заподозривший неладное патриарх Никифор попытался вмешаться, но вскоре Иоанн подтвердил: иконам поклоняться нельзя. Вернувшийся из ссылки Феодор Студит раскритиковал басилевса за такое решение, заявив «не нарушай мира Церкви; Бог поставил в церкви иных апостолами, других — пастырями и учителями, но не упомянул о царях; оставь церковь пастырям и учителям. Если бы сам ангел сошёл с неба и стал извещать истребление веры нашей, то не послушаем и его». В 815 году Лев сместил константинопольского патриарха Никифора и созвал поместный церковный собор, на котором были отменены постановления VII вселенского (II Никейского) собора 787 года (восстановившего почитание икон) и провозглашён не очень чётко выраженный возврат к постановлениям иконоборческого собора в Иерии 754 года. Почитание икон было признано хотя и ошибочным, но не имеющим отношения к идолопоклонству, мер для искоренения иконопочитания собором предложено не было. В том же году император издал эдикт, согласно которому любая икона могла быть уничтожена без малейших последствий для того, кто это сделал. Множество прекрасных произведений византийского искусства было варварски уничтожено. Иконы разбивались топорами и сжигались на площадях.
Зимой 815/816 года Лев заключил Тридцатилетний мир с болгарским ханом Омуртагом, преемником и сыном Крума. Граница двух монархий была возвращена ко временам хана Тервела.
В декабре 820 года бывший соратник Льва Михаил Травл допустил неосторожные высказывания в адрес императора, который немедленно этим воспользовался, арестовал Михаила и приговорил к сожжению. Казнь намечалась на конец декабря, но императрица уговорила мужа не совершать убийства в канун Рождества и отложить исполнение приговора. Лев согласился, и данное решение стало для него роковым. 25 декабря 820 года Лев убит приверженцами Михаила Аморианина во время рождественской службы в соборе св. Софии (согласно Продолжателю Феофана, этим исполнилось пророчество из сивиллиной книги, которого император боялся). Останки монарха бросили в общественной уборной, потом тело на муле отвезли в гавань, где находилась императрица Феодосия с сыновьями. Их сослали на Принцевы острова, а все четверо сыновей императора были кастрированы. Кастрация была выполнена настолько жестоко, что один из сыновей скончался в её процессе.

## Семья
Был женат на дочери патриция Арсабера Феодосии.
Имел детей, в число которых входили:
- Симбат (Συμβάτιος), взявший новое имя Константин, соправитель отца (814—820)
- Василий
- Григорий
- Феодосий (ум. в 820)
- дочь (?)